# Japan Open Tennis Championships 2019 - Doppio
Ben McLachlan e Jan-Lennard Struff erano i detentori del titolo, ma non partecipano insieme a questa edizione del torneo. McLachlan ha fatto coppia con Luke Bambridge, ma è stato eliminato al primo turno da Divij Sharan e Artem Sitak. Struff ha fatto coppia con Lucas Pouille, ma sono stati eliminati in semifinale.
In finale Nicolas Mahut e Édouard Roger-Vasselin hanno sconfitto Nikola Mektić e Franko Škugor con il punteggio di 7–6(7), 6-4.

## Teste di serie
1. Marcel Granollers /  Horacio Zeballos (primo turno)
2. Nicolas Mahut /  Édouard Roger-Vasselin (campioni)

1. Mate Pavić /  Bruno Soares (secondo turno)
2. Rajeev Ram /  Joe Salisbury (secondo turno)

## Qualificati
1. Divij Sharan /  Artem Sitak

## Wildcard
1. Fabrice Martin /  Yasutaka Uchiyama (primo turno)

1. Luke Bambridge /  Ben McLachlan (primo turno)

## Tabellone

### Legenda
| - Q = Qualificato - WC = Wild card - LL = Lucky loser | - ALT = Alternate - SE = Special Exempt - PR = Protected Ranking | - w/o = Walkover - r = Ritirato - d = Squalificato |

|  | Primo turno          | Primo turno              | Primo turno              | Primo turno | Primo turno |  |  | Quarti di finale         | Quarti di finale         | Quarti di finale         | Quarti di finale         | Quarti di finale         |    |    | Semifinali          | Semifinali          | Semifinali               | Semifinali               | Semifinali               |   |   | Finale | Finale | Finale | Finale | Finale |  |
|  |                      |                          |                          |             |             |  |  |                          |                          |                          |                          |                          |    |    |                     |                     |                          |                          |                          |   |   |        |        |        |        |        |  |
|  | 1                    | M Granollers H Zeballos  | M Granollers H Zeballos  | 4           | 63          |  |  |                          |                          |                          |                          |                          |    |    |                     |                     |                          |                          |                          |   |   |        |        |        |        |        |  |
|  |                      | N Mektić F Škugor        | N Mektić F Škugor        | 6           | 7           |  |  | N Mektić F Škugor        | N Mektić F Škugor        | 6                        | 5                        | [11]                     |    |    |                     |                     |                          |                          |                          |   |   |        |        |        |        |        |  |
|  |                      | R Bopanna D Shapovalov   | R Bopanna D Shapovalov   | 6           | 7           |  |  | R Bopanna D Shapovalov   | R Bopanna D Shapovalov   | 4                        | 6                        | [9]                      |    |    |                     |                     |                          |                          |                          |   |   |        |        |        |        |        |  |
|  | WC                   | F Martin Y Uchiyama      | F Martin Y Uchiyama      | 3           | 6(1)        |  |  |                          |                          |                          |                          |                          |    |    | N Mektić F Škugor   | N Mektić F Škugor   | N Mektić F Škugor        | 7                        | 7                        |   |   |        |        |        |        |        |  |
|  | 3                    | R Ram J Salisbury        | 3                        | 7           | [10]        |  |  |                          |                          | L Pouille J-L Struff     | L Pouille J-L Struff     | L Pouille J-L Struff     | 65 | 63 |                     |                     |                          |                          |                          |   |   |        |        |        |        |        |  |
|  |                      | M Daniell P Oswald       | 6                        | 64          | [7]         |  |  | R Ram J Salisbury        | R Ram J Salisbury        | 6                        | 4                        | [9]                      |    |    |                     |                     |                          |                          |                          |   |   |        |        |        |        |        |  |
|  | O Marach J Melzer    | O Marach J Melzer        | 4                        | 7           | [8]         |  |  | L Pouille J-L Struff     | L Pouille J-L Struff     | 3                        | 6                        | [11]                     |    |    |                     |                     |                          |                          |                          |   |   |        |        |        |        |        |  |
|  | L Pouille J-L Struff | L Pouille J-L Struff     | 6                        | 64          | [10]        |  |  |                          |                          |                          |                          |                          |    |    | N Mektić F Škugor   | N Mektić F Škugor   | N Mektić F Škugor        | 67                       | 4                        |   |   |        |        |        |        |        |  |
|  | D Inglot A Krajicek  | D Inglot A Krajicek      | D Inglot A Krajicek      | 6           | 6           |  |  |                          |                          |                          |                          |                          |    |    |                     |                     | N Mahut É Roger-Vasselin | N Mahut É Roger-Vasselin | N Mahut É Roger-Vasselin | 7 | 6 |        |        |        |        |        |  |
|  | J-J Rojer H Tecău    | J-J Rojer H Tecău        | J-J Rojer H Tecău        | 1           | 3           |  |  | D Inglot A Krajicek      | D Inglot A Krajicek      | D Inglot A Krajicek      | 7                        | 7                        |    |    |                     |                     |                          |                          |                          |   |   |        |        |        |        |        |  |
|  |                      | N Djokovic F Krajinović  | 2                        | 6           | [4]         |  |  | M Pavić B Soares         | M Pavić B Soares         | M Pavić B Soares         | 6                        | 6                        |    |    |                     |                     |                          |                          |                          |   |   |        |        |        |        |        |  |
|  | 4                    | M Pavić B Soares         | 6                        | 4           | [10]        |  |  |                          |                          |                          |                          |                          |    |    | D Inglot A Krajicek | D Inglot A Krajicek | D Inglot A Krajicek      | 4                        | 5                        |   |   |        |        |        |        |        |  |
|  | Q                    | D Sharan A Sitak         | D Sharan A Sitak         | 6           | 6           |  |  |                          |                          | N Mahut É Roger-Vasselin | N Mahut É Roger-Vasselin | N Mahut É Roger-Vasselin | 6  | 7  |                     |                     |                          |                          |                          |   |   |        |        |        |        |        |  |
|  | WC                   | L Bambridge B McLachlan  | L Bambridge B McLachlan  | 2           | 3           |  |  | D Sharan A Sitak         | D Sharan A Sitak         | D Sharan A Sitak         | 65                       | 3                        |    |    |                     |                     |                          |                          |                          |   |   |        |        |        |        |        |  |
|  |                      | H Hurkacz B Paire        | H Hurkacz B Paire        | 4           | 4           |  |  | N Mahut É Roger-Vasselin | N Mahut É Roger-Vasselin | N Mahut É Roger-Vasselin | 7                        | 6                        |    |    |                     |                     |                          |                          |                          |   |   |        |        |        |        |        |  |
|  | 2                    | N Mahut É Roger-Vasselin | N Mahut É Roger-Vasselin | 6           | 6           |  |  |                          |                          |                          |                          |                          |    |    |                     |                     |                          |                          |                          |   |   |        |        |        |        |        |  |

## Qualificazioni

### Teste di serie
1. Divij Sharan /  Artem Sitak (qualificati)

1. Santiago González /  Aisam-ul-Haq Qureshi (ultimo turno)

### Wild card
1. Toshihide Matsui /  Yoshihito Nishioka (primo turno)

### Qualificati
1. Divij Sharan /  Artem Sitak

### Tabellone
|  | 1º turno | 1º turno                               | 1º turno                               | 1º turno | 1º turno |  |  | 2º turno | 2º turno                               | 2º turno                               | 2º turno | 2º turno |  |
|  |          |                                        |                                        |          |          |  |  |          |                                        |                                        |          |          |  |
|  |          |                                        |                                        |          |          |  |  | 1        | Divij Sharan Artem Sitak               | Divij Sharan Artem Sitak               | 7        | 7        |  |
|  | WC       | Toshihide Matsui Yoshihito Nishioka    | Toshihide Matsui Yoshihito Nishioka    | 64       | 4        |  |  |          | Santiago González Aisam-ul-Haq Qureshi | Santiago González Aisam-ul-Haq Qureshi | 64       | 65       |  |
|  | 2        | Santiago González Aisam-ul-Haq Qureshi | Santiago González Aisam-ul-Haq Qureshi | 7        | 6        |  |  |          |                                        |                                        |          |          |  |